# Friedrich Seubert
Friedrich Seubert (* 26. September 1819 in Aderstedt bei Halberstadt; † 22. Juli 1890 in Berlin) war ein deutscher Verwaltungsbeamter und Parlamentarier.

## Leben
Nach dem Besuch des Gymnasiums in Schulpforta studierte Friedrich Seubert ab 1838 Rechtswissenschaften an der Rheinischen Friedrich-Wilhelms-Universität Bonn, der Ruprecht-Karls-Universität Heidelberg und der Friedrich-Wilhelms-Universität Bonn. 1839 wurde er Mitglied des Corps Rhenania Bonn. 1862 wurde er Regierungsrat in Halberstadt und danach in Guttentag in Oberschlesien. 1866 quittierte er den Dienst und wurde Gutspächter in Brücken, Landkreis Sangerhausen und in Sangerhausen.
Von 1860 bis 1870 saß Seubert im Preußischen Abgeordnetenhaus, 1860/61 als Abgeordneter des Wahlkreises Magdeburg 7 in der Fraktion von Vincke und von 1862 bis 1870 als Abgeordneter des Wahlkreises Magdeburg 8 (Oschersleben, Halberstadt, Wernigerode) in der Fraktion des Linken Zentrums.